# Szalai András (építész)
Szalai András (Makó, 1953. november 29.) magyar építész, művészettörténész, egyetemi tanár.

## Életpályája
Szülei: Szalai Sándor és Szirbik Margit. 1973–1978 között a Budapesti Műszaki és Gazdaságtudományi Egyetem hallgatója volt; okleveles építészmérnök lett. 
1978–1987 a szentendrei Szabadtéri Néprajzi Múzeum tájegységfelelős építészeként dolgozott. 1982–1987 között az Eötvös Loránd Tudományegyetem Bölcsészettudományi Kar művészettörténet szakán tanult. 1985-től az Iparművészeti Főiskola részmunkaidős oktatója volt. 1987–1990 között az Iparművészeti Főiskola főállású, 1990–1997 között mellékállású tanára volt. 
1990 óta a Budapesti Műszaki és Gazdaságtudományi Egyetem Építészettörténeti és Elméleti Intézetének (1996-tól építészettörténeti és műemléki tanszék) adjunktusa. 1997-től az Új Magyar Építőművészet szerkesztőbizottsági tagja. 2002–2008 között az Iparművészeti Főiskola félállású oktatója volt. 2008–2012 között a Moholy-Nagy Művészeti Egyetem Doktori Iskolájának tanára volt. 2010-ben DLA fokozatot szerzett. 2010 óta a Debreceni Egyetem Műszaki Karának Építészmérnöki Tanszékének tanára. 2010–2012 között a Színház- és Filmművészeti Egyetem óraadó oktatója volt.

## Művei
- Miniszteri D
- Poézis és forma. Értekezés az építészetről Janáky István írásainak tükrében; Terc, Budapest, 2011 (Építészet/elmélet)
- Firenze, Pisa, Lucca, Pistoia. Tanulmányi kirándulás, Toszkána, 2011. 09. 14–18. Debreceni Egyetem Műszaki Kar Építészmérnöki Tanszék; szakmai vezetők Puhl Antal, Szalai András; DE MK Építészmérnöki Tanszék, Debrecen, 2012
- Kis magyar snassz és neociki; Horváth D.–SBS Kft., Budapest–Erdőtelek, 2020

## Díjai
- Miniszteri Dicséret (1988)
- A Magyar Érdemrend lovagkeresztje (2002)